# E.M. Forster
Edward Morgan Forster, född 1 januari 1879 i Marylebone, London, död 7 juni 1970 i Coventry, Warwickshire, var en brittisk författare och medlem i Bloomsburygruppen. Han är mest känd för sina romaner, av vilka flertalet har filmatiserats. Till hans mest berömda romaner hör Ett rum med utsikt, Howards End och En färd till Indien.
Hans narratologiska föreläsningsserie vid Cambridge, Aspects of the Novel (1927), brukar ofta anföras.

## Biografi
E.M. Forster var son till en arkitekt, och skulle få namnet Henry, men fick namnet Edward av misstag. Som barn blev han arvtagare efter en släkting, Henry Thorntons dotter, och fick därmed ekonomisk möjlighet att ägna sig åt författarskap.
Han studerade vid universitetet i Cambridge, där han stiftade bekantskap med intellektuella, som senare ingick i Bloomsburygruppen, där han blev medlem på 1910-talet. Efter studierna begav han och hans mor sig på resa i Europa, och 1910 slog han igenom som författare med Howards End. Han var även skribent i The Independent.
1914 reste han till Egypten, Tyskland och Indien med klassicisten Goldsworthy Lowes Dickinson. Han stannade i Egypten för att bistå Röda korset där i dess hjälpverksamhet, varunder han lärde känna Mohammed el-Adl, som han förälskade sig i. Mohammed avled i tuberkulos 1922.
Under 1920-talet hade Forster tjänst i Indien som privatsekreterare, och detta gav honom stoffet till reseskildringen The Hill of Devi och hans berömda roman En färd till Indien. Denna blev hans sista stora roman. I 45-årsåldern slutade han skriva skönlitteratur. Han var under en tid litteraturchef vid labourtidningen Daily Herald.
Forster återvände till Storbritannien och blev programledare vid BBC radio. Från 1930-talet var han en välkänd person, som ofta företrädde British Humanist Association (medlem i IHEU) offentligt. Under denna tid inledde han ett förhållande med poliskonstapeln Bob Buckingham och dennes hustru Mary. I kretsen ingick även periodvis Benjamin Britten, Siegfried Sassoon, Forrest Reid och många andra. 1951 skrev han librettot till Brittens opera Billy Budd.
Modern avled 1945, och ungefär samtidigt fick han ett erbjudande, som han antog, om en tjänst vid King's College, Cambridge. Under återstoden av sitt liv behövde han inte arbeta mycket. 1969 erhöll han Order of Merit. Han avled i makarna Buckinghams hem i Coventry året därpå.
E.M. Forster var nominerad till Nobelpriset i litteratur nitton gånger mellan åren 1945 och 1965.

## Romaner
Forster publicerade fem romaner, och ytterligare en, Maurice, gavs ut postumt. En sjunde roman, Arctic Summer, blev aldrig fullbordad.
Han debuterade 1905 med Where Angels Fear to Tread, som handlar om en ung engelsk änka som förälskar sig i en italienare. Romanen filmatiserades av Charles Sturridge 1991. Nästa alster, The Longest Journey, skrevs 1907, och var en bildningsroman.
Den tredje romanen blev en stor succé. Den påbörjades 1901 med arbetsnamnet Lucy, och gavs ut 1908 med titeln Ett rum med utsikt. 1987 filmatiserades den av Merchant-Ivory. Denna och hans första roman brukar kallas hans italienska romaner.
Howards End är mera ambitiös och försöker beskriva olika grupperingar i samtidens brittiska medelklass. Sin största framgång fick han emellertid med En färd till Indien, som tecknar förhållandet mellan öst och väst ur den indiska synvinkeln. Maurice utgavs 1971 och skildrar en homosexuell relation i samtidens (1913–1914) England.

## Tema och stil
Kärnan i Forsters berättelser är hans sekulära humanistiska livssyn, och tar sig ofta uttryck i att karaktärerna föresätter sig att tolka och förstå varandra, genom de sociala barriärerna. Hans ideologiska ståndpunkt finns uttalad i essän What I Believe.
Hans två mest uppmärksammade berättelser, Howards End och En färd till Indien, framställer oöverstigliga klasskillnader. Ett rum med utsikt må vara mindre djup än dessa, men den har likväl förblivit en populär roman, i vilken borgarklassens estetism och fritänkande personifieras, och blir ett livsval för romanens huvudperson. I Maurice överbyggs klasskillnaderna i en homosexuell kärleksrelation.
Sexualiteten är ett annat huvudtema i hans romaner, och ofta föreslås det att man ser romanerna som en utveckling från heterosexualitet till homosexualitet. Homosexualiteten är förutom i Maurice ett bärande element i novellsamlingen The Life to Come.
Symboler förekommer rikligt i hans romaner, varför han har kritiserats för mysticism av bland andra Roger Fry.